# Cople
Cople è un villaggio e parrocchia civile dell'Inghilterra, situata nella contea del Bedfordshire.